# روبرتو أوليفيرا
روبرتو أوليفيرا (بالبرتغالية: Roberto Oliveira‏) هو مدرب كرة قدم ولاعب كرة قدم برازيلي، ولد في 16 ديسمبر 1980 في ساو كارلوس في البرازيل. لعب مع نادي فيلا نوفا.